# Larvikite
La larvikite est une roche magmatique originaire de la région de Larvik, en Norvège, où elle est reconnue depuis 2007 comme pierre nationale.

## Origine du nom
Le nom « Larvikite » provient du nom de la ville norvégienne de Larvik où sont situés les principaux gisements de cette roche. Elle est aussi parfois connue sous les noms de « granite bleu » ou de « granite œil d'oiseau » qui ne correspondent à aucune réalité descriptive. Les noms de « granite perle norvégien » ou de « granite perle bleu royal » peuvent respectivement désigner les variétés claire et foncée de la Larvikite.

## Composition
La larvikite est une roche magmatique intrusive de type syénite/monzonite très pauvre en quartz. Elle est constituée majoritairement de feldspaths : feldspaths alcalins (orthoclase ou anorthose) et plagioclases (albite et anorthite) qui lui donnent une couleur bleutée caractéristique (effet Schiller). Le clinopyroxène (augite) de couleur noire constitue un des autres minéraux principaux de la larvikite.  Selon les localités, les échantillons de larvikite peuvent présenter accessoirement des cristaux d'olivine, d'orthopyroxènes (hypersthène), d'amphibole, de magnétite, d'apatite et, plus rarement, de néphéline.

## Formation
La larvikite s'est formée au début du Permien, entre 298 et 293 millions d'années, pendant une phase de rifting qui caractérisa la région d'Oslo lors du début de la dislocation de la Pangée. Cette roche se forme à une profondeur d'environ 30 km et cristallise à proximité de la surface dans des zones sub-volcaniques.

## Utilisation économique

### Exploitation

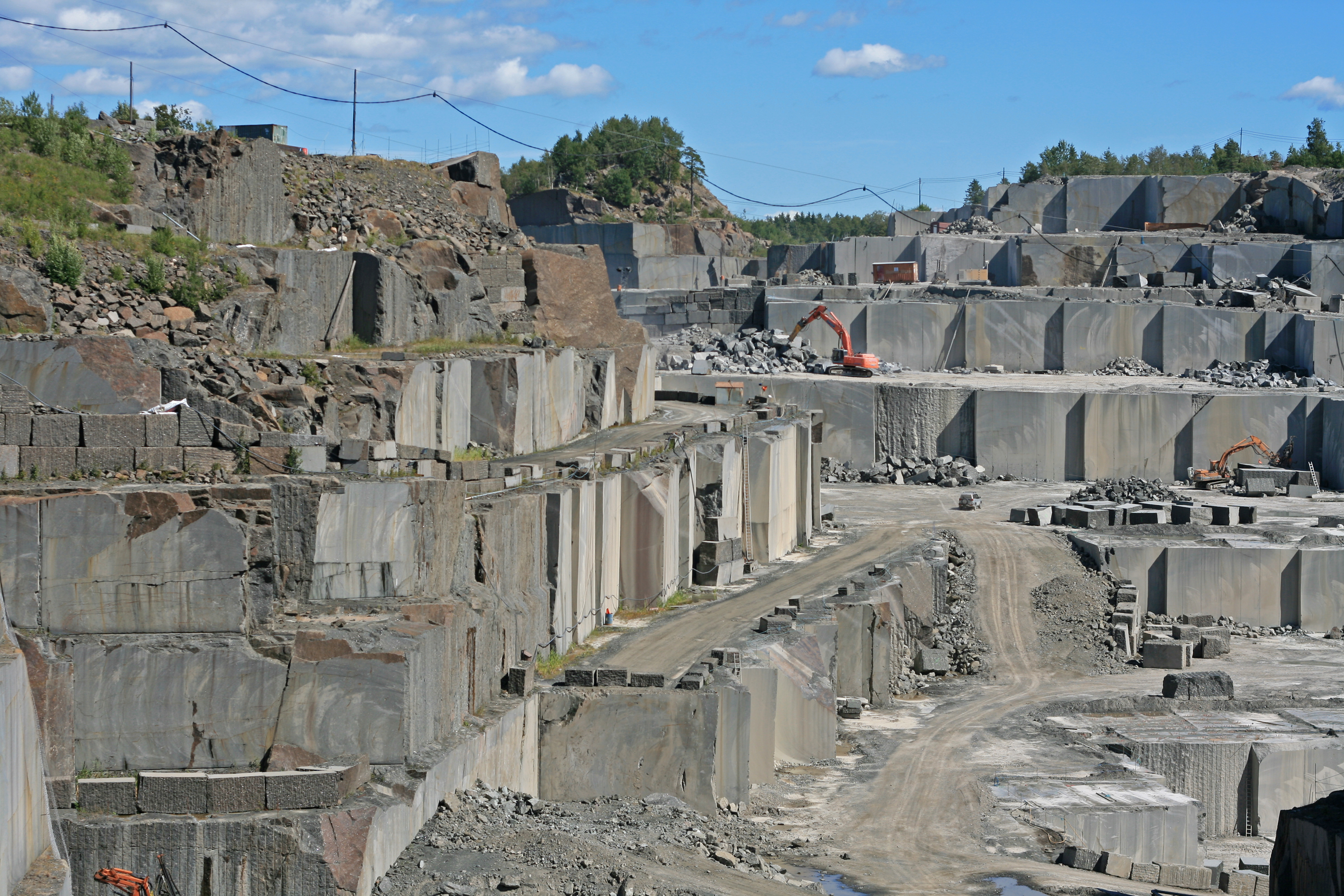
Carrière de larvikite à Larvik.

La larvikite est la pierre naturelle exploitée la plus importante de Norvège. On trouve dans les carrières deux types principaux de larvikite (claire et foncée). Les carrières se trouvent en majeure partie dans le Vestfold à Larvik et dans une moindre mesure à Porsgrunn dans le Telemark.

### Commercialisation
La larvikite est utilisée pour la réalisation de façades et de revêtements muraux, de pierres tombales et de dalles, et ce à travers le monde. Les pays qui importent le plus de larvikite sont la Chine, l'Espagne et la France. Elle est commercialisée sous différentes appellations en fonction de sa couleur. Son exportation a engendré en 2005 un bénéfice de 660 millions de couronnes (82.5 millions d'euros).

### Monuments

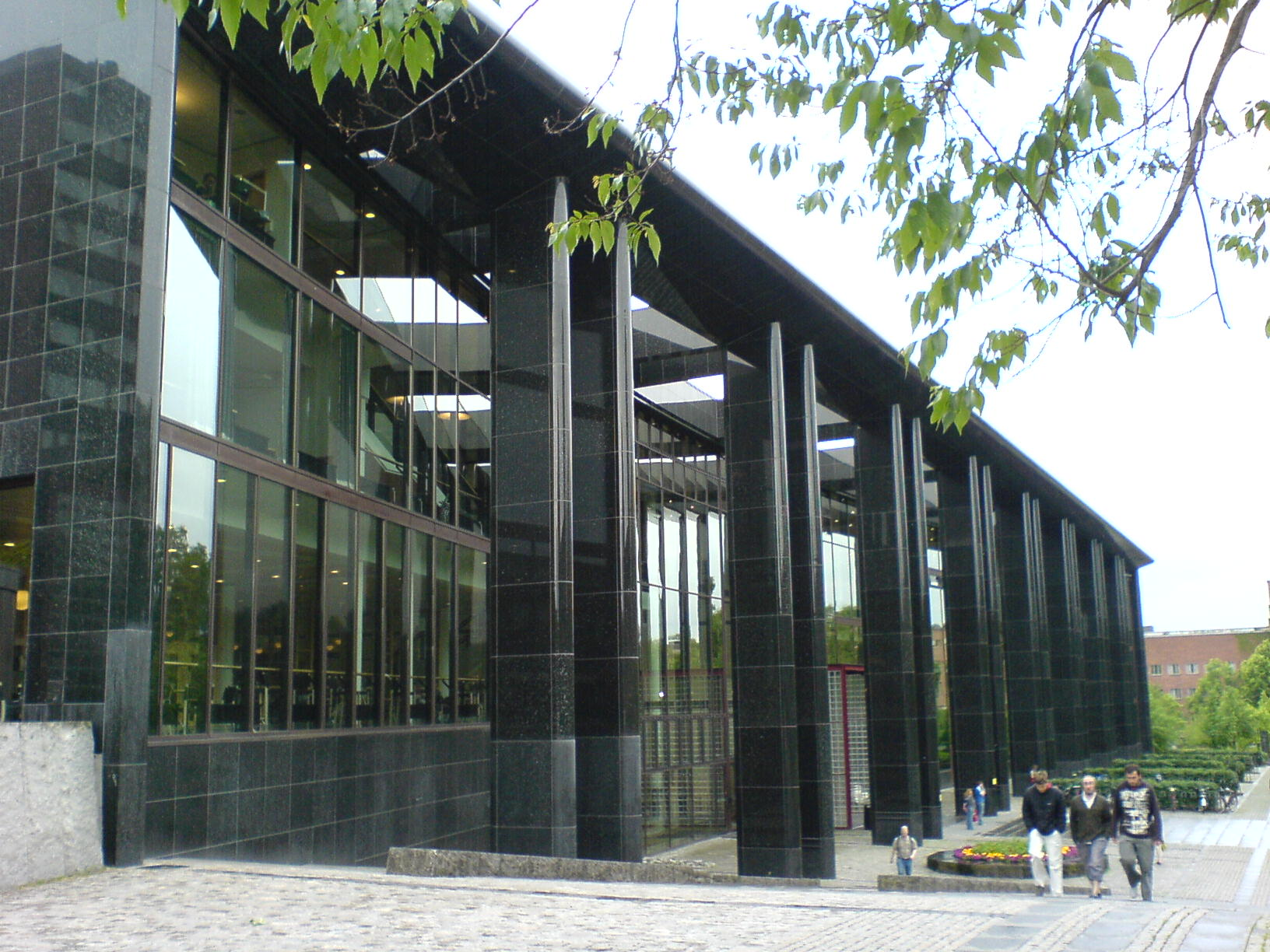
La façade de la bibliothèque universitaire d'Oslo (larvikite de Klåstad).

La larvikite est utilisée comme pierre d'ornementation sur des façades extérieures ou en intérieur, appréciée notamment pour sa couleur bleutée. Plusieurs bâtiments célèbres sont revêtus de parements réalisés avec cette roche :
- le siège des Nations unies à New York ;
- la bibliothèque de l'Université d'Oslo (façade) ;
- le carillon de Berlin, Allemagne (extérieur) ;
- le bâtiment du complexe Ford à Détroit (façade) ;
- le siège social de Mercedes Benz, à Copenhague (façade) ;
- la mosquée du Sultanat de Brunei ;
- la succursale de la Banque de Norvège à Larvik (façade, colonnes) ;
- la Barclays Bank, à Athènes (façade) ;
- l'Althing en Islande.